# Cannock Chase
Cannock Chase (Referència Greed: SK000165) és una àrea mixta de boscos situada al comtat de Staffordshire, Anglaterra. Aquesta zona ha estat designada amb el nom de Cannock Chase Area of Outstanding Natural Beauty (En català: Àrea de Cannock Chase de Perfecte Bellesa Natural). El nom prové del districte de Cannock Chas. és un antic bosc reial.

## Assassinats de Cannock Chase
La zona va guanyar força notorietat a finals de la dècada de 1960 quan es van produir els assassinats de Cannock Chase; es van trobar les restes de tres noies joves enterrades a la zona, després d'haver desaparegut de zones al voltant de la carretera A34, entre el mateix bosc i Birmingham. Raymond Leslie Morris, enginyer motor de Walsall, va ser considerat culpable a Stafford d'un dels assassinats, comès el 1968, i condemnat a cadena perpètua. Va morir a la presó el març de 2014 amb 84 anys, després de passar 45 anys tancat.

## En la cultura popular
Des del segle xix, la premsa local ha publicat albiraments de gossos negres, homes llop, grans gats britànics, OVNIS, nens d'ulls negres i, fins i tot, un Bigfoot. No obstant, mai s'ha pogut verificar cap d'aquestes afirmacions, i han de ser considerades com a part del folklore local.
El 1972, a l'àlbum de Labi Siffre Crying Laughing Loving Lying s'hi interpreta una cançó titulada "Cannock Chase".
Cannock Chase també va assolir notorietat nacional per la seva associació amb les pràctiques del sexe en públic. El març de 2004 es va publicar que l'exfutbolista Stan Collymore havia participat habitualment en aquesta pràctica en un aparcament prop d'Anson's Bank.
El 2015, una dona va fer públic que havia patit abusos sexuals quan tenia sis anys per part d'un grup de polítics i membres de l'alta societat, sovint anomenats com "L'Elit" ("The Elite"). Assegura que aquest assalt va passar a Cannock Chase, així com en altres emplaçaments de les midlands. Encara no s'ha pogut corroborar aquesta història.